# Cercle d'Estudis Sequet però Sanet
El Cercle d'Estudis Sequet però Sanet es una asociación cultural y medioambiental constituida en 1997 que busca recuperar la historia de San Vicente del Raspeig (Alicante) mediante investigaciones serias y la realización de numerosos actos que buscan extender este conocimiento y poner en valor el patrimonio material e inmaterial de todos los sanvicenteros. Con la misión de lograr tales objetivos, el Cercle promoverá la realización de investigaciones en archivos y centros documentales, la localización y catalogación del patrimonio material e inmaterial, el desarrollo de actos culturales, la confección y publicación de material didáctico y de investigación y la organización de jornadas de estudios y la relación con las instituciones y demás entidades culturales y festivas de San Vicente.

## Historia

### Fundación
La asociación se crea el 7 de mayo de 1997. Tras la puesta en común de la opinión de los distintos asistentes a estas reuniones, se observó la necesidad de colaborar entre los diferentes investigadores y eruditos locales para conseguir una visión en conjunto de la historia de San Vicente del Raspeig. Se forma una Comisión Gestora que empezará a realizar exposiciones y a darse a conocer en el pueblo y que se estructurará de la siguiente manera:
- Presidente: José Miguel Santacreu Soler.
- Vicepresidenta: Marita Ibiza Noguera.
- Secretario: Vicente Millán Llin.
- Tesorero: Carmelo Francisco Blay Ferrando.
- Vocales: José Manuel Díez Fuentes, Lola Carbonell Beviá, Pedro Soto Baídez, Margarita Tomás Cabellos, Federico Aura Murcia, Juan Tomás Lillo Seva, José Ángel Gran Moreno, José Antonio Sirvent Mullor, Ramón Fuentes Pastor, Teresa García Cayuelas y Mª Carmen Carbonell Pastor.

El primer acto importante se realiza en el Aula de Cultura de la CAM, donde se establece la exposición "232 años de Escuela en San Vicente del Raspeig" que tiene un gran éxito. Destacar que la primera obra editada por el Cercle, dentro de la Colección Plecs del Cercle, será Historia de la Escuela de San Vicente del Raspeig: Homenaje al maestro Joaquín Rodríguez Pérez que se presentará junto con una exposición de la misma temática. En este sentido, se comenzó a reivindicar una calle con el nombre del maestro Joaquín Rodríguez Pérez, demanda que aún sigue defendiendo la asociación.
En la asamblea de socios del 24 de abril de 2015, se eligió nueva junta directiva. Fue elegido presidente, por unanimidad, Francisco Canals Beviá, Doctor en Economía y exalcalde de Sant Vicent del Raspeig. Los principales miembros de la junta directiva, también elegidos por unanimidad en la citada asamblea, son, además del presidente, el vicepresidente, Joan Ramón Guijarro Toledo, Licenciado en Filología Catalana y profesor del IES San Vicente:  el Secretario, Vicente Millán Llin, Licenciado en Historia, Profesor de EGB y profesor de historia del IES San Vicente; y el Tesorero Federico Aura Múrcia, también Licenciado en Historia.

### Primeros pasos
A finales de octubre de 1998, el Cercle realiza las 1.as Jornadas de Historia, Economía y Sociedad de El Raspeig en colaboración con el Ayuntamiento de San Vicente del Raspeig, la Universidad de Alicante y la Caja de Ahorros del Mediterráneo en la que se inscriben cerca de un centenar de personas. Las investigaciones llevadas a cabo dentro de estas Jornadas darán lugar al Plecs del Cercle - 6 y conllevarán el descubrimiento de dos valiosos documentos del siglo XVIII que ofrecen datos muy interesantes sobre el pueblo y que se plasmarán en el libro El lugar del Raspeig: su historia a través de la obra de José Montesinos (1795) y del Libro de Visitas Pastorales (1747-1753-1761). Durante este año también se organizan varios actos para conmemorar la guerra de Cuba de 1898 y homenajear a los soldados que combatieron en ella. Tras el descubrimiento del aljibe de la casa-abadía (ss. XVII-XVIII) el CESS expresa su deseo de que se restauren y conserven estos restos arqueológicos que tan importantes son para el municipio. 
El año 1999 se inicia con la colaboración del CESS con el Diario Información en la publicación de dos fascículos sobre San Vicente del Raspeig dentro de la colección Memoria gráfica de Alicante y comarca: un siglo de imágenes. En este año se publicará una de las obras que más impacto ha generado en el municipio: el cuento infantil Sequet però Sanet. En él se narran de forma didáctica los orígenes del pueblo de San Vicente del Raspeig y con la colaboración de las Concejalías de Cultura y Educación, el CESS logrará hacer llegar un ejemplar a cada uno de los niños del pueblo. Durante este año también se realizarán actos como las 1.as Tertulias del Cercle o el Millenium Raspeig.

## Publicaciones
Estos son sus títulos:
- Historia de la Escuela de San Vicente del Raspeig: Homenaje al maestro Joaquín Rodríguez Pérez (1997). Autores: José Miguel Santacreu Soler(coord.), Lola Carbonell Beviá, Vicente Millán Llin.
- El lugar del Raspeig: su historia a través de la obra de José Montesinos (1795) y del Libro de Visitas Pastorales (1747-1753-1761) (1998). Editores: Vicente Millán Llin, José M. Santacreu Soler.
- Fiesta y tradición en el Raspeig (1669 - 1998)(1998). Autores: Carmelo Blay Ferrando, Lola Carbonell Beviá, Joan Ramón Guijarro Toledo, Vicente Millán Llin.
- Documentos históricos de San Vicente del Raspeig (siglos XVIII-XIX) (1998). Autor: Vicente Millán Llin.
- Turismo y patrimonio San Vicente del Raspeig 1911-1998 (1998) Autora: Lola Carbonell Beviá.
- Actas de las 1.as Jornadas de Historia, Economía y Sociedad de El Raspeig (1998). Autores: José Miguel Santacreu Soler (coord.), Federico Aura Murcia, Carmelo Blay Ferrando, Lola Carbonell Beviá, Antonio Castañer Llinares, José Manuel Díez Fuentes, Matilde Dobón Giner, Galecar, Lázaro Martínez, Vicente Millán Llin, Jesús Moratalla Jávega, María E. Roig Vila, Rosabel Roig Vila y Rafael Sebastià Alcaraz.
- Sequet però Sanet - Cuento (1999). Autora: Irene Cortés Company.
- La clase de tropa: Las guerras de ultramar y San Vicente del Raspeig (1999). Autores: José Miguel Santacreu Soler, Vicente Millán Llin y Lola Carbonell Beviá.
- El Raspeig y su feligresía en los cabildos de Alicante(1999). Autor Federico Aura Murcia (editor).
- La feligresía del Raspeig: de caserío a municipio (1800-1848) (1999). Autor: Federico Aura Murcia (editor).
- 4 años de Historia Gráfica de San Vicente del Raspeig(2000).
- Liberalismo y autogobierno: la segregación de San Vicente del Raspeig ( 1812 - 1848 )(2000). Autores: Federico Aura Murcia y Vicente Millán Llin.
- Construcciones religiosas y clero en San Vicente del Raspeig : 1700 - 1850 (2000). Autor: Federico Aura Murcia.
- Introducció a la Història de Sant Vicent del Raspeig (2000). Autores: Federico Aura Murcia, Vicente Millán Llin y Josep Miquel Santacreu Soler.
- Actas de las 2.as Jornadas de Historia, Economía y Sociedad de El Raspeig (2000). Autores: José Miguel Santacreu Soler (coord.), Federico Aura Murcia, José Manuel Díez Fuentes, Matilde Dobón Giner, Domingo Martínez Verdú, Vicente Millán Llin, María José Rodrígez Manzaneque, María E. Roig Vila y Rosabel Roig Vila.
- El pleito de segregación de San Vicente del Raspeig (1806-1807) (2001). Autora: Mª Carmen Dueñas Moya.
- El Raspeig en los vecindarios del siglo XVIII (2001). Autor: Federico Aura Murcia.
- Fuentes documentales en las ciencia sociales: El Archivo Municipal de Sant Vicent del Raspeig (2001). Autores: Rafael Sebastiá Alcaraz (coord.), José Mª Díaz-Crespo Ramírez, Cristina Díaz Femenina, Guadalupe Pérez Vilaplana y Francisco Joaquín Rodríguez GOnzález.
- Rafael Altamira, hijo adoptivo de San Vicente del Raspeig, 1910 (2001). Autores: Domingo Martínez Verdú, Pilar Altamira García-Tápia, Daniel Moya Fuster, Fernando Miguel Pérez Herranz y Javier Ramos Altamira.
- San Vicent del Raspeig i la premsa escrita en valencià : El Tío Cuc (1914 - 1936) (2002). Autores: Federico Aura Murcia y Vicente Millán Llin.
- Los linajes históricos del Raspeig: los apellidos sanvicenteros (2002). Autor: Vicente Millán Llin.
- Población, Municipio y Territorio. Evolución demográfica de San Vicente del Raspeig (1800-1857) (2002). Autor: Federico Aura Murcia.
- Els Llinatges Santvicenters (2002). Autor: Vicente Millán Llin.
- Convenio sobre música de 1872 para la fundación oficial de la Sociedad Filarmónica de San Vicente del Raspeig (2002). Autores: Domingo Martínez Verdú y Matilde Dobón Giner.
- Llibre del Bicentenari de l'Església Parroquial de Sant Vicent Ferrer del Raspeig (1803-2003) (2003). Autores: Juan Flores Fuentes, Fernando Monllor Lillo, Domingo Martínez Verdú, José A. Rovira Gomis, Juan Lillo Guijarro, Vicente Millán Llin y Federico Aura Murcia.
- Historia del tranvía entre Alicante y San Vicente del Raspeig (1899-1966)(2003). Autor: Ángel Peña Ligero.
- El municipi del liberalismo: Sant Vicent del Raspeig (1806-1848) (2004). Autores: José Miguel Santacreu Soler, Federico Aura Murcia y Vicente Millán Llin.
- Indumentaria tradicional de San Vicente del Raspeig (siglos XVIII-XIX): los trajes típicos de la antigua feligresía del Raspeig (2004). Autor: Federico Aura Murcia.
- Aproximació a la toponímia de Sant Vicent del Raspeig (2004). Autor: Vicente Millán Llin.
- La cantereria de ciuna i els menjars populars del Raspeig (2005). Autores: Mª José Rodríguez-Manzanaque Escribano y Juan Tomás Lillo Seva.
- Memoria Ferroviaria de San Vicente del Raspeig (1843-1941) (2005). Autor: Ángel Peña Ligero.
- L'antiga devoció de Sant Pons a la feligresía del Raspeig (2005). Autores: Matilde Dobón Giner y Domingo Martínez Verdú.
- Aproximació a l'Etnobotànica de Sant Vicent del Raspeig (2006). Autores: Manuel Torregrosa Sapena, Vicente Millán Llin y Federico Aura Murcia.
- Historia de San Vicente del Raspeig I: desde los orígenes hasta la Primera República (2006). Autores: Federico Aura Murcia, Vicente Millán Llin y José Miguel Santacreu Soler.
- Anexos documentales de la Historia de San Vicente del Raspeig (2006). Autores: Federico Aura Murcia, Vicente Millán Llin y José Miguel Santacreu Soler.
- Epidemias pestilenciales en San Vicente del Raspeig durante el Siglo XIX Autores: Federico Aura Murcia y Ángel Peña Ligero.
- Sant Vicent del Raspeig en la Premsa Històrica en Valenci`a: El Cullerot Alicantí (1884-1911) (2007). Autores: Federico Aura Murcia y Vicente Millán Llin.
- Dona i història en Sant Vicent del Raspeig a partir de les fotografies d'estudi (2007). Autor: José Miguel Santacreu Soler.
- Diez años haciendo historia 1997-2007 (2007). Autor: Cercle d'Estudis Sequet però Sanet
- Los masones de Sant Vicent del Raspeig en el contexto de la masonería alicantina de los siglos XIX y XX (2008). Autor: Vicent Sampedro Ramo.
- El parlar de Sant Vicent del Raspeig i del Camp d’Alacant (2008). Autor: Joan Ramon Guijarro Toledo
- Dones d’abans. Treball i migracions a Sant Vicent del Raspeig (2008). Autor: José Miguel Santacreu Soler.
- La barrilla: un ejemplo de aprovechamiento del medio natural en el Raspeig» (2008). Autores: Federico Aura Murcia, Juan Cantero Casado. Joan Ramon Guijarro Toledo, Vicente Millán Llin, Manuel Torregrosa Sapena.
- Las Fiestas de Sant Vicent del Raspeig. Estudio de las fiestas del municipio como expresión de los cambios y la evolución de su estructura socioeconómica (2009). Autor: Francisco Canals Beviá.
- El Raspeget. Miscel·lània Santvicentera. Agenda-Almanac cultural il·lustrada del Cercle d’Estudis Sequet però Sanet (2009). Autor: Joan Ramon Guijarro Toledo.
- Mujer, Fiesta y tiempo de ocio: una mirada, una época en San Vicente del Raspeig (2009). Autor: José Miguel Santacreu Soler.
- Sequet però Sanet. Miracle de sant Vicent Ferrer inspirat en l’estada del sant a la partida del Raspeig l’any 1411 (2009). Autor: Joan Ramon Guijarro Toledo.
- El Fútbol en San Vicente del Raspeig: sus primeros 50 años de historia (1922-1972) (2009). Autores: Federico, Aura Murcia, Gregorio Carretero Sevilla, José Luis Lorenzo Ortega, Vicente Millán Llin, Fernando Monllor Lillo (Coordinadores).
- El esparto y los atochares: una aproximación a su significado, aprovechamiento e impronta en el paisaje (2009). Autor: Juan Antonio Marco Molina.
- Anexo: El esparto en San Vicente del Raspeig (2009). Autores: Federico Aura Murcia y Vicente Millán Llin.
- Evolución y desarrollo urbanístico de Sant Vicent del Raspeig (2010). Autores: Francisco Canals Beviá.
- Cultura i societat a través dels sermons de Fra Vicent Ferrer (2010). Autor: Joan Ramon Guijarro Toledo.
- Las Fiestas Patronales de San Vicente del Raspeig en la prensa (1875-1975) (2010). Autor:  Federico Aura Murcia.
- Visita Pastoral a la Ayuda de Parroquia de San Vicente Ferrer del Raspeig (Año 1817) (2010). Autor: Federico Aura Murcia.
- Projecte didàctic interdisciplinari: la Llometa Redona com a recurs educatiu mediambiental (2010). Autors: Vicente Millan Llin y Joan Ramon Guijarro Toledo.
- I Jornada Vicentina del Raspeig. Actas del Sexto Centenario (1411-2011). San Vicente del Raspeig, 12 de febrero de 2011 (2011). Autores: Federico Aura Murcia, Carmelo Dávila Martínez, Matilde Dobón Giner, Joan Ramon Guijarro Toledo, Purificación Hernández Marcos, Vicente Llopis Pastor, Domingo Martínez Verdú, Vicente Millán Llin, Arturo Jesús Millán Contreras, Ángel Peña Ligero, José Antonio Rovira Gomis, María Dolores Sabater López.
- Salud y medicina popular en San Vicente del Raspeig (2011). Autores: Federico Aura Murcia, Vicente Millán Llin, Ángel Peña Ligero, María José Rodríguez-Manzaneque y Escribano, Juan Boris Ruiz Núñez,  José Miguel Santacreu Soler.
- Sant Vicent del Raspeig bombardeado (1938-1939). Atlas fotográfico (2011). Autor: Gaspar Díez Pomares.
- Medio ambiente, territorio y paisaje en Sant Vicent del Raspeig. Análisis socioeconómico del uso y la gestión de los recursos ambientales naturales y su evolución en el espacio sanvicentero (2011). Autor: Francisco Canals Beviá.
- Santa Isabel: de Colonia a Barrio (Mujer y movimientos sociales en San Vicente del Raspeig). Autores: Vicente Millán Llin y José Miguel Santacreu Soler.
- Festes i més… Projecte didàctic interdisciplinari sobre el món de la festa a Sant Vicent del Raspeig (2011). Autores: Joan Ramon Guijarro Toledo y Vicente Millán Llin.
- Historia económica de Sant Vicent del Raspeig (2012). Autor: Francisco Canals Beviá.
- San Vicente del Raspeig, 1812: Guerra, Constitución y Primer Ayuntamiento (2012). Autor: Federico Aura Murcia.
- San Vicente del Raspeig durante la invasión de los Cien Miel Hijos de San Luis (1823) (2012). Autor: Rafael Llorca Ripoll.
- Floreal del Raspeig en el contexto de las estructuras defensivas de l’Alacantí. Autor: Juan Boris Ruiz Núñez.
- San Vicente del Raspeig: Crónica de sucesos. Tres célebres casos criminales (1908-1924) (2013). Autores:  Federico Aura Murcia y Vicente Millán Llin.
- Extracción, explotación y aprovechamiento del agua en San Vicente del Raspeig: documentos para su historia (siglos XVIII-XX). Autor: Vicente V. Millán Contreras.
- La desamortización en Sant Vicent del Raspeig. Autor: Francisco Canals Beviá
- La Finca Tradicional sanvicentera. Autor: Francisco Canals Beviá
- La epidemia de gripe de 1.918 en San Vicente del Raspeig. Autor: Ángel Peña Ligero
- La guerra civil en Sant Vicent del Raspeig (1.936-1.939). Varios autores
- La industria del mueble en Sant Vicent del Raspeig. "Auge y final de la ebanistería sanvicentera". Autor: Francisco Canals Beviá